# كريستيان نياغو
كريستيان نياغو (بالرومانية: Cristian Neagu)‏ هو لاعب كرة قدم ومدرب كرة قدم روماني في مركز الهجوم، ولد في 9 نوفمبر 1980 في بلويشت في رومانيا. لعب مع ريتشموند كيكرز.